# Brian Roberts (Manager)

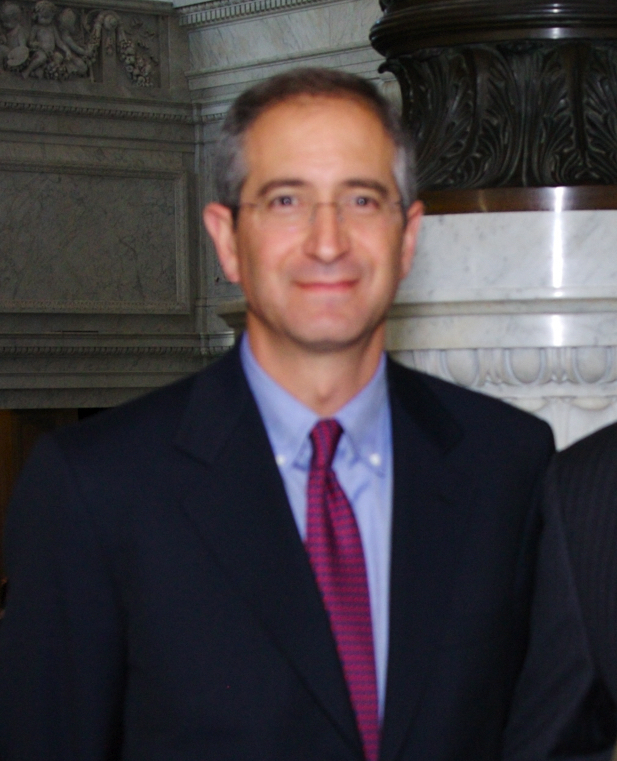
Brian Roberts (2012)

Brian L. Roberts (* 28. Juni 1959 in Philadelphia, Pennsylvania) ist ein amerikanischer Manager und CEO von Comcast.

## Leben

### Herkunft
Brian Leon Roberts wurde als Sohn des Unternehmensgründers Ralph J. Roberts geboren. Sein Vater hatte 1963 in Tupelo (Bundesstaat Mississippi) den Kabelnetzbetreiber Comcast gegründet, welcher sich rasch entwickelte. Es wird berichtet, dass sein Sohn Brian bereits mit 13 Jahren sein Büro aufsuchte und sich für die Unternehmenswelt interessierte.

### Ausbildung
Roberts studierte an der Wharton School, der Universität in Pennsylvania, die er 1981 mit einem Bachelor-Abschluss verließ.

### Berufliches Wirken
Nach dem Studium trat er in das Familienunternehmen mit ein. Der Firmensitz war zu diesem Zeitpunkt bereits von Tupelo nach Philadelphia verlegt worden. Roberts absolvierte zu Beginn noch handwerkliche Tätigkeiten wie das Reparieren von Leitungen, stieg aber innerhalb von 9 Jahren zum Präsident von Comcast auf.
1997 überzeugte er bei einem legendären Abendessen den Microsoft-Gründer Bill Gates bei Comast einzusteigen.
Seit 2004 ist er auch Chairman des Unternehmens.
2008 verdiente er 24 Mio. Dollar und war damit einer der bestbezahlten Konzernlenker in den USA.
2009 handelte er einen Deal aus, bei dem Comcast für 30 Milliarden Dollar 51 % der Anteile an den Sendern und dem Hollywood-Studio von NBCUniversal erhielt. Es galt in den USA als das größte Mediengeschäft seit Jahren.
Sein Vermögen wird laut Forbes auf rund 1,4 Milliarden US-Dollar geschätzt.

### Sport
Roberts ist ehemaliges Mitglied der amerikanischen Squash-Nationalmannschaft. Regelmäßig nahm er an der Makkabiade, der größten internationalen, jüdischen Sportveranstaltung teil.

### Privates
Roberts ist verheiratet und hat drei Kinder. Mit seiner Frau lebt er in Philadelphia.
Er spielt gerne Squash.

## Auszeichnungen und Ehrungen
- Von Barron’s wurde er als einer der „World’s Best CEOs“ ausgezeichnet.
- Fortune magazine bezeichnete ihn als „Businessperson of the Year“.
- Er erhielt den Humanitarian Award des Simon Wiesenthal Centers.[4]